# میدان نفتی استاتفورد
میدان نفتی استاتفورد (انگلیسی: Statfjord oil field) از میدان‌های نفتی نروژ است، که در سال ۱۹۷۹ کشف شد و هم‌اکنون به‌طور متوسط روزانه معادل ۷۰ هزار بشکه نفت خام از این میدان تولید می‌شود.

## نگارخانه

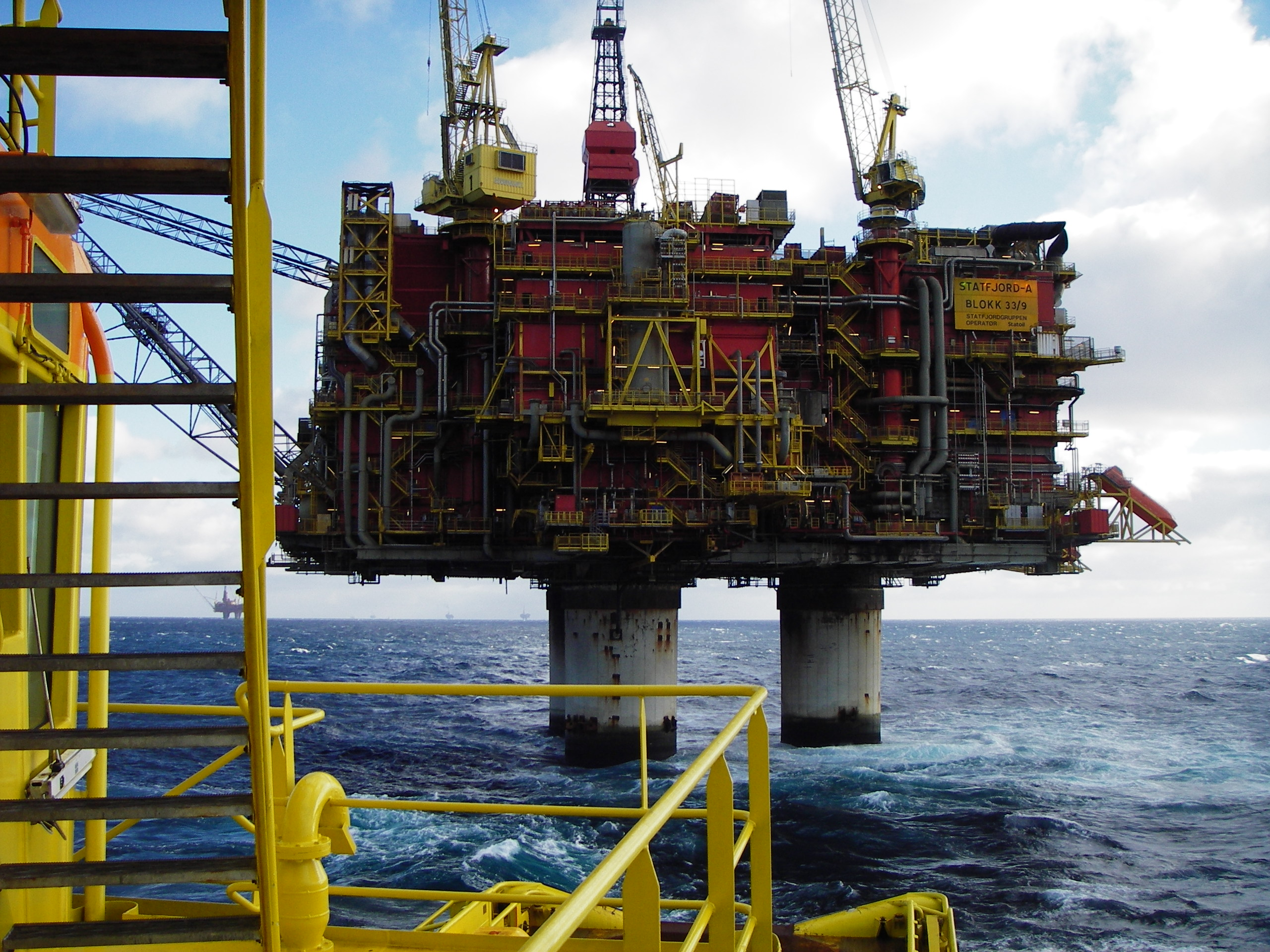
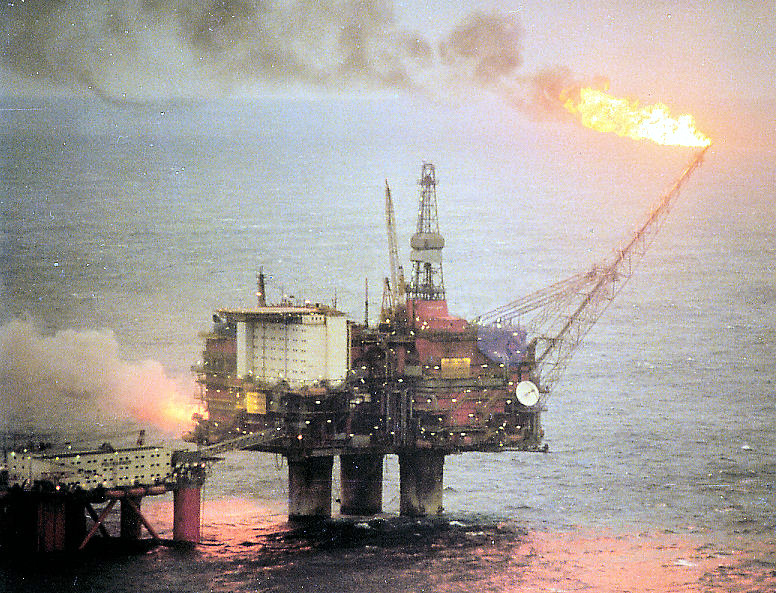
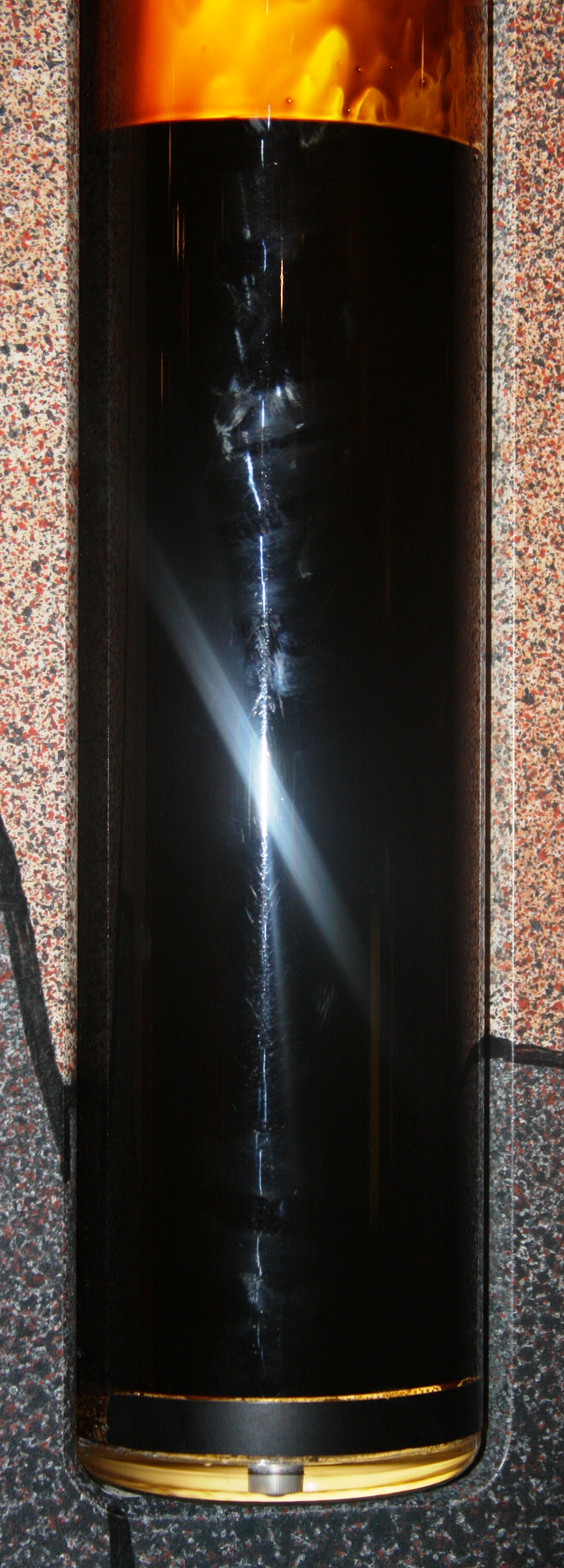